# Església nova de Montmagastre
L'Església nova de Montmagastre és una església a Montmagastre, al municipi d'Artesa de Segre (Noguera) inclosa a l'Inventari del Patrimoni Arquitectònic de Catalunya.

## Descripció
Es tracta d'un edifici de planta rectangular annex a un habitatge utilitzat com església. D'aquesta construcció no més es van construir el murs principals a una alçada de dos a tres metres, amb els contraforts i pilars de les capelles interiors. L'obertura de la porta es troba a l'eix de la nau i orientada cap a llevant. Hi ha una petita espadanya en la cantonada de migjorn i ponent que serveix per la parròquia actual de l'habitatge annex.

## Història
Les obres no finalitzaren fins a la Guerra Civil.